# Convectron
Convectron N.V. was een Nederlands bedrijf dat in de jaren 80 van de 20e eeuw geprobeerd heeft om synthetische bolbliksems op te wekken ten behoeve van de opwekking van energie.
Het bedrijf ontstond uit het idee van dr. ir. Geert Dijkhuis (1944) om een bolbliksem op te wekken, te stabiliseren en in een fusiereactor op te sluiten. 
In 1980 stuurt Dijkhuis, astrofysicus en natuurkundeleraar,  een ingezonden brief naar het belangrijke wetenschappelijke tijdschrift Nature om zijn theorie over bolbliksems uit de doeken te doen. Daarbij oppert hij de mogelijkheid dat in bolbliksems, die in de natuur bij onweer ontstaan en gewoonlijk binnen enkele seconden uitdoven, kernfusie optreedt.

## Het begin van Convectron N.V.
Om middels proefnemingen zijn stelling te bewijzen is er kapitaal nodig.  In 1983 richt Dijkhuis samen met twee compagnons de naamloze vennootschap Convectron op. Via het startkapitaal en een aandelenuitgifte is circa 800.000 gulden beschikbaar. Convectron biedt geen enkele garantie, maar als de door Convectron te ontwikkelen fusiereactor het energieprobleem van de wereld zou oplossen, dan zouden de winsten van de aandeelhouders van het eerste uur enorm zijn.

## Het experiment
Samen met een aantal medewerkers startte Convectron een serie experimenten in een loods aan de Waalhaven in Rotterdam. Gebruikte  accu's uit een onderzeeboot dienen als energiebron. Hij slaagt erin om een vuurbol op te wekken en vast te leggen op een snelle film. Twee jaar later brengt een tweede aandelen emissie nog eens enkele miljoenen guldens op. Met dit bedrag start Convectron bij de KEMA in Arnhem een serie neutronendetectieproeven, cruciaal omdat neutronenstraling moet bewijzen dat in blokbliksems daadwerkelijk kernfusie optreedt.

## Het einde van Convectron
Als de belastingdienst in 1987 in eerste instantie weigert de betaalde btw terug te geven worden de experimenten gestopt. De meetapparatuur wordt opgeslagen in een loods en vanaf dat moment leidt Convectron een papieren bestaan. Met het later alsnog terugbetaalde BTW bedrag en later voor eigen rekening werkt Dijkhuis verder aan de vervolmaking van het wetenschappelijke model. Dit heeft geresulteerd in een terdege onderbouwd model dat op internationale congressen is gepresenteerd. Met daaraan gekoppeld de mogelijkheid van een nieuwe ontstekingsmethode was er alle reden om de experimenten te hervatten.
Besloten werd om de oude vennootschap op te heffen en verder te gaan als Convectron Natural Fusion N.V.

## Nieuwe start opvolger van Convectron
Het benodigde kapitaal voor de definitieve doorbraak en het bouwen van een werkend prototype fusiereactor moet komen van een aandelen emissie. Inmiddels is er toestemming van de AFM (Autoriteit Financiële Markten) om op basis van een goedgekeurd prospectus in een achttal landen aandeelhouders te werven. Voor de aandeelhouders van de oude vennootschap is een omruilregeling voor hun aandelen gemaakt. Zodat zij hun deelname in de nieuwe vennootschap kunnen voortzetten.